# Yugawara
Yugawara (jap. 湯河原町 Yugawara-machi) – miasto w Japonii, na wyspie Honsiu, w prefekturze Kanagawa. Według danych na rok 2020 miejscowość zamieszkiwało 23 433 mieszkańców , a gęstość zaludnienia wyniosła 572 os./km².